# ملفين تشوو
ملفين تشوو (بالإنجليزية: Melvin Choo)‏ هو سائق سباق سنغافوري، ولد في 24 يوليو 1970.

## روابط خارجية
- ملفين تشوو على موقع DriverDB.com (الإنجليزية)